# Суон-Гіллс
Суон-Гіллс (Свон-Гіллс; англ. Swan Hills) — велике нафтове родовище в штаті Альберта, Канада. Входить у Західно-Канадський нафтогазоносний басейн (англ. Western Canadian Sedimentary Basin). 

## Історія
Відкрите 1957 року.

## Характеристика
Глибина залягання покладів 440…2532 м. Запаси 178 млн т. 